# Hình Cảo
Hình Cảo (tiếng Trung: 邢杲; bính âm: Xíng Gǎo, ? - 529), người Hà Gian , thủ lĩnh khởi nghĩa lưu dân ở Thanh Châu  cuối đời Bắc Ngụy.

## Quá trình khởi nghĩa
Ông xuất thân là địa chủ sĩ tộc, từng nhiệm chức U Châu bình bắc phủ chủ bộ.
Sau khi Đỗ Lạc Chu, Tiên Vu Tu Lễ nổi dậy, quan dân các châu Doanh, Ký lưu vong đến một dải Thanh Châu; chịu sự áp bức và kỳ thị của địa chủ, quan lại địa phương. Bọn họ đề cử Hình Cảo làm thủ lĩnh. Ông soái lưu dân đóng chiếm Mạc Thành , về sau xuống phía nam chiếm Bắc Hải . Vào tháng 6 năm Kiến Nghĩa đầu tiên (528) tại đây dựng cờ khởi nghĩa, cất quân phản Ngụy, tự xưng Hán vương, đặt niên hiệu là Thiên Thống, rất được lưu dân hưởng ứng. Trong thời gian một tuần, lực lượng đã vượt quá hơn 10 vạn hộ, tiến đánh chiếm được một số thành trì thuộc Quang Châu .
Tháng 4 năm sau, nghĩa quân bị quan quân do Thượng Đảng vương Nguyên Thiên Mục và Nhĩ Chu Triệu chỉ huy đánh bại ở Tế Nam, Hình Cảo bị bắt về Lạc Dương xử tử, khởi nghĩa cáo chung.